# Wilhelm Lehmbruck

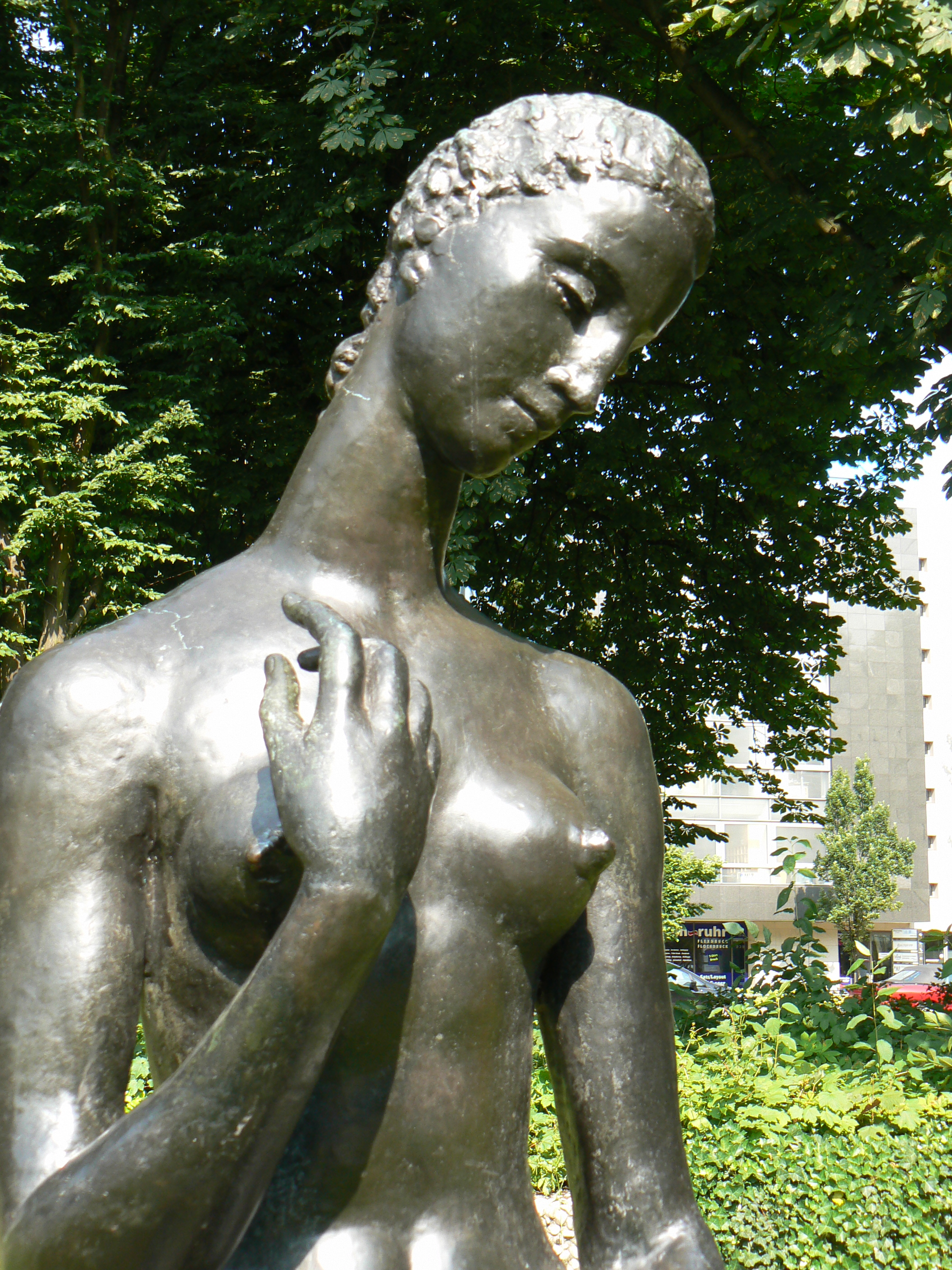
Detail sochy od Lehmbrucka

Wilhelm Lehmbruck (4. ledna 1881 Meiderich u Duisburgu – 25. března 1919 Berlín) byl německý expresionistický sochař a grafik.

## Život a dílo
Pocházel z chudých poměrů havířské rodiny, podařilo se mu dostat na Kunstakademie Düsseldorf a studovat u Karla Janssena, studium dokončil v roce 1906. Vystavoval v Salon d'automne i na Armory Show. Na začátku první světové války působil jako sanitář. Poté pracoval v Curychu a nakonec v Berlíně. Spáchal sebevraždu.
Nejoceňovanější dílo vytvořil během světové války. Zaměřoval se na ženské sochy, torza a busty; např. Klečící. Lehmbruck-Museum věnované jeho dílu se nachází v Duisburgu. Patří vedle Ernsta Barlacha a Käthe Kollwitzové k nejdůležitějším expresionistickým sochařům.